# Boharticus apilosus
Boharticus apilosus är en stekelart som beskrevs av Grissell 1983. Boharticus apilosus ingår i släktet Boharticus och familjen puppglanssteklar. Inga underarter finns listade.